# 大明湖站
大明湖站位于中华人民共和国山东省济南市天桥区北园街道，原名济南东站、北关站，是一个胶济铁路与胶济客运专线上的铁路车站，建于1991年，目前为二等站，邮政编码为250033。目前客运：办理旅客乘降；行李、包裹托运；货运：办理整车、零担货物发到。截至2018年5月，本站日接发旅客客车194列、货物列车137列，办理客运乘降业务的旅客列车41趟，日均发送旅客3000余人。

## 历史
原北关车站位于中国山东省济南市天桥区角楼庄片区西北侧，始建于1904年，最初在济南商埠站与东关车站两站之间，主要用于济南商埠站的列车分流，20世纪90年代因原济南火车站拆除改造，曾一度承担客运任务，1991年济南东站建成，该站被废弃不用。

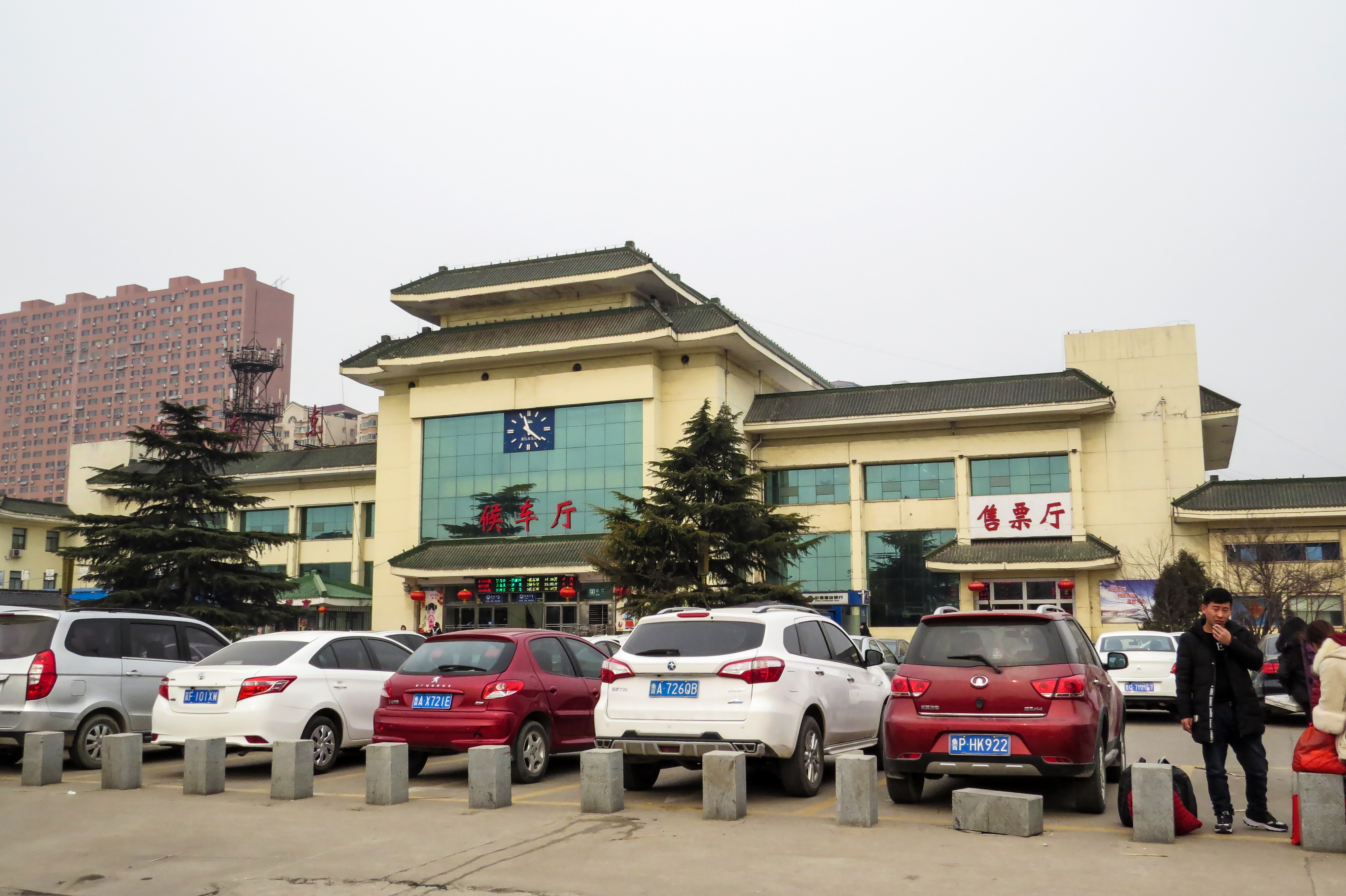
车站仍称济南东站时期站房（2017年2月）

为避免与济青高速铁路上新建的济南东站重名，2018年4月，中国铁路济南局集团有限公司向中国铁路总公司提报了既有济南东站更名为大明湖站的申请。4月底，经铁路总公司审批，自2018年6月1日起，济南东站更名为大明湖站。另外，未来济南东站南广场将进行改造，对南广场的建筑及景观设计进行优化，具体设计方案正在制定中。2018年5月27日，原济南东站站标被拆下，“大明湖站”站标则于5月29日安装完毕。
本站已接入黄台联络线，使高铁列车可以来往济青高速铁路济南东站、济南站和京沪高速铁路济南西站。该工程除了在黄台站和济南东站区间新建复线铁路外，还将既有胶济铁路济南站至本站区间新建第三线。为此车站于2022年8月进行改造工程以接入线路。

## 车站结构
大明湖站站场规模3台9线，包括2条胶济正线和2条京胶联络线正线，设基本站台1座、中间站台2座。各站台之间设有1座旅客天桥、1座旅客地道和1条行包通道。